# II Liceum Ogólnokształcące im. Króla Jana III Sobieskiego w Krakowie
II Liceum Ogólnokształcące im. Króla Jana III Sobieskiego, dawniej III Państwowe Gimnazjum im. Króla Jana Sobieskiego – publiczne liceum ogólnokształcące znajdujące się w Krakowie, w dzielnicy I Stare Miasto przy ulicy Jana Sobieskiego 9–13, na Piasku, działające od 1883 roku.

## Historia
CK III Gimnazjum im. Króla Jana Sobieskiego zostało założone dla uczczenia dwusetnej rocznicy Wiktorii Wiedeńskiej. W 1883 roku do szkoły zapisano 544 uczniów. Pierwotnie mieściło się w kamienicy J. Goetza na rogu ulic Krupniczej i Podwale. W 1897 roku szkoła przeniosła się do nowego budynku, zaprojektowanego przez Józefa Sarego, przy ulicy Sobieskiego 9, gdzie mieści się nadal. Podczas I wojny światowej wielu Sobieszczaków uczestniczyło w walkach, część zginęła. Po odzyskaniu przez Polskę niepodległości uczniowie ufundowali pamiątkową tablicę, znajdującą się obecnie wewnątrz budynku. Instytucja kontynuowała działalność pod nazwą III Gimnazjum im. Króla Jana Sobieskiego. W 1906 roku gimnazjaliści założyli pierwszy klub piłkarski w Krakowie i wystawili dwie drużyny gimnazjalne w Turnieju Jesiennym, zaś w 1923 roku – założyli pierwszą w Krakowie sekcję hokeja na lodzie.
Zarządzeniem Ministra Wyznań Religijnych i Oświecenia Publicznego z 1937 zostało utworzone  „III Państwowe Liceum i Gimnazjum im. Króla Jana III Sobieskiego w Krakowie” (państwowa szkoła średnią ogólnokształcąca, złożoną z czteroletniego gimnazjum i dwuletniego liceum), po wejściu w życie tzw. reformy jędrzejewiczowskiej szkoła miała charakter męski, a wydział liceum ogólnokształcącego był prowadzony w typie humanistycznym. Pod koniec lat 30. XX w. szkoła funkcjonowała pod adresem ulicy Jana III Sobieskiego 9.
Podczas okupacji żołnierze niemieccy spalili księgozbiór, a pomoce naukowe, które były w posiadaniu szkoły, zostały wywiezione na terytorium III Rzeszy, zaś gmach został zamieniony na biurowiec. Uczniowie kontynuowali edukację na tajnych kompletach. Po opuszczeniu Krakowa przez Wehrmacht szkoła rozpoczęła działalność jako pierwsza placówka oświatowa w mieście, swoje tymczasowe siedziby ulokowały tutaj Krakowskie Kuratorium Oświaty i Śląskie Kuratorium Oświaty, część budynku została wygospodarowana dla potrzeb Liceum im. Nowodworskiego.
W 1969 roku uczniowie stworzyli Festiwal Małych Form Teatralnych, który jest nieprzerwanie organizowany w Teatrze Groteska. W 1977 roku szkoła otrzymała medal Komisji Edukacji Narodowej. Na początku lat 80. II LO współtworzyło Towarzystwo Szkół Twórczych. Od 1986 roku odbywa się Turniej Wiedzy o Patronie Szkoły. W latach 1992–1993 nauczyciele II LO opracowali program nauczania języka niemieckiego, obowiązujący w całym kraju.
Szkoła od początku istnienia zajmuje czołowe miejsca w rankingach szkół średnich, jej uczniowie osiągają sukcesy zarówno na szczeblu krajowym (w 2006 roku: 2 laureatów i 13 finalistów; w 2007 roku: 3 laureatów i 15 finalistów olimpiad), jak i międzynarodowym – w 2006 roku na międzynarodowej olimpiadzie matematycznej uczeń II LO zajął 5. miejsce zdobywając złoty medal; osiągnięcie to powtórzył w 2007 roku i rok później. W 2008 roku II Liceum współorganizowało obchody 325. rocznicy Wiktorii Wiedeńskiej, a także została ukończona budowa nowej hali sportowej. Od 2009 roku szkoła jest członkiem międzynarodowego stowarzyszenia Szkoły – Partnerzy Przyszłości, skupiającego około 1000 placówek oświatowych w których nauczany jest język niemiecki.
Począwszy od października 2020, co miesiąc ukazuje się internetowa gazetka szkolna FAMA pod redakcją uczniów. W wyborach prezydenckich w 2020 roku kandydowało dwóch absolwentów szkoły: Andrzej Duda i Władysław Kosiniak-Kamysz, zaś ten pierwszy wygrał wybory i został wybrany na drugą kadencję.

## Osoby powiązane

### Dyrektorzy
- 1883–1890 – Karol Brzeziński
- 1890–1899 – Stanisław Rawicz-Siedlecki
- 1899–1916 – Tomasz Sołtysik
- 1916–1917 – Dymitr Czechowski (kier.)[20]
- 1917–1921 – Wiktor Schmidt
- 1921–1930 – Wiktor Pogorzelski
- 1931–1947 – Władysław Rutkowski
- 1947–1950 – Mieczysław Pawłowski
- 1950–1952 – Józef Fijałek
- 1952–1954 – Edward Szymański
- 1954–1960 – Stefan Walentoski
- 1960–1964 – Henryk Augustyński
- 1965–1991 – Stefan Gul
- 1991–2023 – Marek Stępski
- od 2023 – Wioletta Nogaj

### Wicedyrektorzy
W latach 1883–1939 nie istniało w szkolnictwie stanowisko zastępcy dyrektora. Na czas poprzedzający mianowanie nowego dyrektora lub na czas np. jego choroby powoływany był kierownik zakładu (często nazywany prowizorycznym dyrektorem). Kierownikami szkoły byli: w roku 1916 Dymitr Czechowski, nauczyciel j. łacińskiego i greckiego, CK radca szkolny; w latach 1920–1921 Ignacy Król, nauczyciel matematyki, fizyki, biologii; w roku szkolnym 1930–1931 Edward Szlamka – nauczyciel j. niemieckiego. Stanowisko wicedyrektora pojawiło się po II wojnie światowej.
Funkcję wicedyrektora pełnili:

- 1945–1947 – Józef Szaflarski
- 1948–1950 – Stefan Kropaczek
- 1950–1951 – Roman Jabłoński
- 1951–1954 – Jadwiga Turkowska
- 1952–1962 – Józef Wroński
- 1957–1958 – Jadwiga Turkowska (ponownie)
- 1962–1963 – Bolesław Luba
- 1963–1964 – Jan Golański
- 1963–1970 – Bronisława Cierniak
- 1970–1978 – Stanisław Brzezina
- 1972–1973 – Zofia Rychel
- 1979–2001 – Barbara Kaczkowska
- 1990–1991 – Marek Stępski (od 1991 dyrektor)
- 1994–2004 – Barbara Gębik
- 2001–2003 – Marek Walczyk
- 2004–2021 – Leszek Lupa
- 2006–2014 – Małgorzata Baran
- 2014–2023 – Wioletta Nogaj
- od 2021 – Grzegorz Bobek
- od 2021 – Agata Patriak

### Nauczyciele
Kryterium umieszczenia na tej liście danej postaci było posiadanie przez nią biogramu w polskiej Wikipedii.

- Wiktor Arvay
- Franciszek Bielak
- Leon Chwistek
- Władysław Czapliński
- Władysław Dajewski
- Karol Dawidowski
- Jan Konstanty Dąbrowski
- Bolesław Faron
- Kazimierz Firganek
- Józef Figna
- Franciszek Fuchs
- Roman Jamrógiewicz
- Adam Kleczkowski
- Zenon Klemensiewicz
- Agata Kornhauser-Duda
- Józef Kret
- Ignacy Król
- Gustaw Leśnodorski
- Adam Krokiewicz
- Adam Miodoński
- Hipolit Neuwirth
- Józef Rafacz
- Rudolf Roy
- Antoni Soświński
- Bolesława Starmach
- Wincenty Stroka
- Rozalia Szafraniec
- Roman Tomczyk
- Władysław Wiśniewski
- Józef Zachara

### Uczniowie
W nawiasie obok nazwiska podano rok złożenia egzaminu maturalnego.

- Marian Albiński – polonista, pedagog
- Stanisław Augustyński – prawnik, poseł na Sejm II RP
- Zygmunt Augustyński – prawnik, dziennikarz, polityk
- Adam Bal – urzędnik terytorialny
- Andrzej Banach – historyk sztuki, pisarz
- Franciszek Barda – duchowny katolicki, biskup
- Maciej Bardel – pułkownik Wojska Polskiego (1913)
- Wojciech Bartel – historyk prawa, profesor UJ i PAT
- Andrzej Betlej – historyk sztuki i muzealnik (1990)
- Andrzej Białas – profesor fizyki, prezes PAU
- Piotr Bednarczyk – duchowny katolicki, biskup
- Ludwik Jan Bernacki – przedsiębiorca, poseł na Sejm X kadencji
- Antoni Bielak – nauczyciel, działacz społeczny
- Gustaw Bojanowski – poeta, prozaik
- Władysław Boziewicz – kapitan Wojska Polskiego, autor Polskiego Kodeksu Honorowego
- Tadeusz Andrzej Broniewski – architekt, historyk sztuki
- Bartosz Brożek – filozof, kognitywista i prawnik, profesor zwyczajny Uniwersytetu Jagiellońskiego oraz Centrum Kopernika
- Jerzy Bryliński – oficer, adwokat
- Jan Stanisław Bystroń – etnograf, socjolog
- Jerzy Cempla – fizjolog sportu, profesor
- Leon Chwistek – malarz, poeta, filozof
- Stanisław Cikowski – piłkarz, środkowy pomocnik Cracovii
- Stanisław Czynciel – major WP, organizator polowego szpitala zakaźnego w Gʻuzor w Uzbekistanie w czasie epidemii tyfusu
- Jan Dąbrowski – profesor Uniwersytetu Wileńskiego i Jagiellońskiego, członek PAN
- Adam Dobrowolski – prawnik, porucznik, uczestnik powstania warszawskiego
- Andrzej Domański – minister finansów (od 2023), polityk PO
- Bolesław Drobner – polityk (1901)
- Andrzej Duda – prezydent RP
- Marian Zygmunt Dygat – pianista (1913)
- Kazimierz Dziurzyński – pułkownik Wojska Polskiego (1909)
- Filip Eisenberg – lekarz bakteriolog
- Marek Eminowicz – historyk, nauczyciel
- Karol Estreicher młodszy – historyk, profesor UJ
- Jerzy Fierich – historyk, statysta
- Ignacy Friedman – pianista, kompozytor (1900)
- Jan Rudolf Gabryś – podpułkownik Wojska Polskiego (1910)
- Leopold Gebel – podpułkownik Wojska Polskiego
- Krzysztof Gonciarz – publicysta, podróżnik, vloger i autor książek.
- Kazimierz Górny – biskup pomocniczy archidiecezji krakowskiej, biskup rzeszowski
- Franciszek Górski – botanik, profesor UJ, członek PAN
- Bolesław Greffner – major żandarmerii Wojska Polskiego i podinspektor Policji Państwowej
- Zygmunt Greń – krytyk teatralny i literacki, eseista
- Konstanty Grzybowski – prawnik, historyk prawa
- Stanisław Grzybowski – historyk
- Stefan Grzybowski – prawnik, rektor UJ
- Tadeusz Gutkowski – prawnik, oficer dyplomowany Wojska Polskiego
- Jan Gwiazdomorski – prawnik, profesor UJ i Uniwersytetu Wrocławskiego, członek PAU
- Kazimierz Hieronim Gwiazdomorski – chorąży Legionów Polskich, kawaler Virtuti Militari, brat Jana (1908)
- Krzysztof Heller – fizyk, wiceminister infrastruktury, jeden z pionierów budowy internetu w Polsce
- Stanisław Helsztyński – historyk literatury, badacz m.in. twórczości Williama Szekspira
- Adam Heydel – ekonomista, przedstawiciel krakowskiej szkoły ekonomii, kierownik instytutu ekonomii PAU
- Wlastimil Hofman – malarz, przedstawiciel symbolizmu
- Tadeusz Hołuj – pisarz i publicysta
- Stanisław Hrebenda – major artylerii
- Antoni Hyży – major piechoty Wojska Polskiego
- Józef Jaklicz – pułkownik dyplomowany piechoty Wojska Polskiego (1913)
- Aleksander Jasiński – poseł na Sejm II RP
- Stanisław Jastrzębski – pedagog
- Marian Zygmunt Jedlicki – prawnik, historyk, profesor UJ i Uniwersytetu Poznańskiego, tłumacz Kroniki Thietmara
- Jan Jędrzejowicz – ziemianin, oficer (1897)
- Kazimierz Kaczor – aktor
- Henryk Ferdynand Kaden – finansista i bankowiec
- Adam Kiciński – generał
- Andrzej Kijowski – pisarz[21]
- Adam Kleczkowski – językoznawca, profesor UJ, członek PAN
- Zenon Klemensiewicz – profesor UJ, członek PAN
- Aleksander Kocwa – chemik, dziekan Wydziału Farmaceutycznego UJ
- Ryszard Konopka – przedsiębiorca, oficer (1911)
- Władysław Kosiniak-Kamysz – Wiceprezes Rady Ministrów, Minister Obrony Narodowej, prezes PSL
- Andrzej Kotkowski – reżyser filmowy
- Andrzej Kremer – wiceminister spraw zagranicznych
- Piotr Kunce – grafik, plakacista, profesor Akademii Sztuk Pięknych w Krakowie
- Kazimierz Kurnikowski – dyplomata, konsul generalny w Chicago i w Jerozolimie
- Konstanty Krumłowski – dramatopisarz
- Joanna Krupińska-Trzebiatowska – pisarka i poetka
- Zdzisław Krygowski – matematyk, profesor Uniwersytetu Poznańskiego, inicjator badań kryptologicznych nad Enigmą
- Marek Kubliński – uczestnik konspiracji antykomunistycznej w Polsce
- Kazimierz Feliks Kumaniecki – filolog klasyczny, profesor Uniwersytetu Warszawskiego, członek PAU
- Jerzy Stefan Langrod – profesor UJ, prawnik, radny miasta, społecznik
- Tadeusz Lehr-Spławiński – językoznawca, slawista, profesor UJ
- Bogusław Leśnodorski – profesor UW, historyk ustroju i myśli politycznej więziony w ramach Sonderaktion Krakau
- Grzegorz Lipiec – polityk, samorządowiec
- Zdzisław Londoński – żołnierz, nauczyciel
- Eustachy Lorenowicz – urzędnik konsularny II RP we Wrocławiu i Czerniowcach
- Józef Lustgarten – piłkarz KS Cracovia, honorowy prezes klubu oraz honorowy członek PZPN
- Zdzisław Luszowicz – żołnierz Wojska Polskiego II RP, Polskich Sił Zbrojnych na Zachodzie, oficer Armii Krajowej, kapitan piechoty, cichociemny
- Anzelm Lutwak – adwokat, redaktor „Palestry” oraz „Głosu Prawa”
- Karol Łepkowski – ziemianin
- Jan Łopuski – prawnik specjalizujący się w prawie morskim, posiadający stanowisko profesora zwyczajnego
- Konstanty Emil Łotocki – oficer Wojska Polskiego
- Franciszek Macharski – arcybiskup metropolita krakowski, kardynał
- Adam Maciąg – doktor medycyny, oficer WP rozstrzelany w ramach Zbrodni Katyńskiej
- Bronisław Malinowski – antropolog
- Janusz Majewski – reżyser, scenarzysta
- Jerzy Matykiewicz – major Polskich Sił Zbrojnych na Zachodzie, kawaler Orderu Virtuti Militari, nauczyciel
- Paweł Mencel – porucznik kawalerii Wojska Polskiego, kawaler Virtuti Militari (1916)
- Juliusz Merak – major piechoty Wojska Polskiego, kawaler Virtuti Militari (1913)
- Roman Michałowski – podpułkownik dyplomowany artylerii Wojska Polskiego (1913)
- Grzegorz Miecugow – dziennikarz, publicysta
- Janusz Mierzwa – polski historyk i muzealnik (1997)
- Marek Mietelski – pianista, profesor Akademii Muzycznej w Krakowie (1951)
- Bolesław Mikiewicz – major dyplomowany piechoty Wojska Polskiego (1913)
- Edward Dzierżykraj-Morawski – dyplomata, senator
- Ludwik Hieronim Morstin – wojskowy, dyplomata, uhonorowany m.in. Legią Honorową
- Daniel Mróz – grafik, ilustrator książek m.in. Stanisława Lema
- Michał Mycielski – rotmistrz Wojska Polskiego, kawaler Virtuti Militari (1913)
- Władysław Namysłowski – prawnik, konsul RP w Belgradzie, Berlinie i Hamburgu
- Wojciech Natanson – krytyk teatralny, tłumacz
- Józef Niweliński – biolog, farmaceuta, profesor UJ, członek PAN
- Stefan Nosek – archeolog, twórca lubelskiej archeologii
- Stanisław Nowak – arcybiskup częstochowski
- Feliks Olas – oficer Wojska Polskiego
- Józef Orlicki – oficer Wojska Polskiego, kawaler Orderu Virtuti Militari
- Andrzej Ossowski – geofizyk, wykładowca akademicki, działacz społeczny
- Adam Papée – szermierz, dwukrotny medalista olimpijski
- Julian Pagaczewski – historyk sztuki, profesor UJ
- Marek Paszucha – inżynier, sędzia i działacz koszykarski, działacz polityczny oraz dyplomata
- Tadeusz Peiper – poeta, krytyk literacki, eseista
- Ernest Pischinger – twórca Uniwersytetu Technologiczno-Przyrodniczego Bydgoszczy
- Stanisław Płaza – historyk prawa, kierownik Katedry Historii Prawa Polskiego na UJ
- Tadeusz Morgenstern-Podjazd – kontradmirał (1913)
- Franciszek Popiołek – historyk związany ze Śląskiem Cieszyńskim
- Lucjan Borek-Prek – major kawalerii, właściciel ziemski.
- Zdzisław Przebindowski – malarz, profesor ASP w Krakowie
- Józef Przewłocki – rotmistrz Wojska Polskiego, ziemianin (1913)
- Stanisław Przychocki – pułkownik lekarz Wojska Polskiego (1905)
- Xawery Pusłowski – tłumacz, kolekcjoner, dyplomata, poeta
- Wojciech Pyzioł – profesor prawa
- Edward Bernard Raczyński – prezydent RP na uchodźstwie
- Roger Adam Raczyński – wojewoda poznański, dyplomata
- Tomasz Rachwał – geograf, autor podręczników, profesor UP w Krakowie,
- Stanisław Radwan – dyrektor naczelny Teatru Starego
- Zbigniew Raj – artysta Piwnicy pod Baranami, kompozytor muzyki filmowej i teatralnej
- Henryk Reyman – piłkarz
- Adam Rola-Gadomski – geograf (1913)
- Emanuel Rostworowski – historyk, profesor UJ, członek PAN
- Marek Rostworowski – historyk sztuki, profesor UJ, minister kultury i sztuki
- Michał Rożek – historyk sztuki, autor licznych publikacji poświęconych głównie sztuce i historii Krakowa
- Bogusław Rybski – harcmistrz, komendant Chorągwi Krakowskiej ZHP
- Jan Schaitter – oficer (1916)
- Dorota Segda – aktorka Teatru Starego
- Kazimierz Sembrat – profesor nauk przyrodniczych, doctor honoris causa Uniwersytetu Wrocławskiego
- Witold Senisson – geodeta, wykładowca Wyższej Szkoły Rolniczej w Olsztynie
- Ludwik Sikora – nauczyciel, historyk, pomolog
- Andrzej Sikorowski – piosenkarz, kompozytor, lider grupy Pod Budą
- Tadeusz Sinko – filolog klasyczny, profesor Uniwersytetu Lwowskiego i Jagiellońskiego
- Aleksander Skotnicki – hematolog, profesor nauk medycznych
- Aleksander Skrzyński – premier RP, dwukrotny minister spraw zagranicznych
- Tadeusz Smoleński – egiptolog
- Tadeusz Ludwik Smyczyński – oficer
- Michał Stachyra – projektant gier, wydawca
- Jan Starzewski – minister spraw zagranicznych rządu RP na uchodźstwie (1913)
- Karol Stryjeński – architekt, profesor ASP w Warszawie
- Maciej Stuhr – aktor, kabareciarz
- Oskar Stuhr – adwokat, działacz Stronnictwa Narodowego (1901)
- Józef Felicjan Sułkowski – prawnik, profesor Uniwersytetu Poznańskiego
- Jerzy Szablowski – historyk sztuki, dyrektor Państwowych Zbiorów Sztuki na Wawelu
- Jan Marcin Szancer – grafik, ilustrator
- Stanisław Szeptycki – generał broni Wojska Polskiego (1885)
- Tomasz Szczypiński – polityk, poseł na Sejm RP, wiceprezydent Krakowa
- Jan Sztaudynger – fraszkopisarz
- Bogusław Szul-Skjöldkrona – major Wojska Polskiego, kawaler Virtuti Militari (1913)
- Kazimierz Szwarcenberg-Czerny (Schwarzenberg-Czerny) – prawnik, urzędnik konsularny i publicysta (1913)
- Arnold Szyfman – reżyser, założyciel Teatru Polskiego w Warszawie
- Wacław Szymanowski – minister, poseł na Sejm Ustawodawczy (1913)
- Dariusz Szwed – polityk, przewodniczący partii Zielonych
- Jerzy Święch – aktor teatralny i filmowy
- Stanisław Targosz – ksiądz, kapelan Wojska Polskiego, kawaler Virtuti Militari
- Leszek Teleszyński – aktor
- Stanisław Thun – podpułkownik Wojska Polskiego, kawaler Virtuti Militari (1913)
- Antoni Tobiasiewicz – major piechoty Wojska Polskiego (1913)
- Henryk Trammer – prawnik, profesor SGH, UMCS i Uniwersytetu Warszawskiego
- Andrzej Tretiak – filolog, historyk literatury angielskiej, profesor
- Andrzej Trzaskowski – muzyk jazzowy, kompozytor, muzykolog
- Jerzy Turowicz – dziennikarz, redaktor naczelny Tygodnika Powszechnego
- Adam Ullmann – kapitan artylerii rezerwy Wojska Polskiego, kawaler Virtuti Militari (1913)
- Paweł Unrug – reżyser, aktor
- Maciej Urbanowski – historyk literatury polskiej (1984)
- Adam Vetulani – historyk prawa
- Marek Walczewski – aktor
- Bolesław Wallek-Walewski – kompozytor, wykładowca Konserwatorium Towarzystwa Muzycznego w Krakowie
- Zbigniew Werner[22] – geolog, współpracownik ONZ
- Maksymilian Więcek – hokeista, olimpijczyk
- Andrzej Wilk – major artylerii Wojska Polskiego, kawaler Virtuti Militari (1913)
- Antoni Wilk – astronom
- Jan Włodek – profesor UJ, dyplomata
- Franciszek Wojakowski – nauczyciel, oficer (1901)
- Józef Wolski – historyk, profesor UJ
- Marcin Wrona – dziennikarz TVN
- Stanisław Wróblewski – prawnik, prezes PAU, senator
- Jan Wyżykowski – geolog, odkrywca złóż miedzi pod Lubinem
- Andrzej Zaborowski – etnograf i muzealnik, kustosz Muzeum Narodowego w Krakowie
- Włodzimierz Zagórski – generał Wojska Polskiego
- Kazimierz Zboiński – major dyplomowany piechoty Wojska Polskiego
- Julian Zagórowski – prawnik, działacz gospodarczy i społeczny
- Tadeusz Michał Zakrzewski – adwokat, członek kabaretu Zielony Balonik
- Witold Zechenter – poeta, publicysta, satyryk
- Władysław Zieliński – historyk, wicedyrektor Głównej Komisji Badania Zbrodni Hitlerowskich w Polsce
- Mariusz Ziółko – elektronik, automatyk, matematyk, profesor
- Antoni Zoll – urzędnik, starosta
- Jerzy Zubrzycki – działacz polonijny, socjolog, komandor Orderu Imperium Brytyjskiego

## Odniesienia w kulturze
Reżyser i scenarzysta Janusz Majewski postanowił nakręcić częściowo autobiograficzny film Mała matura 1947 opowiadający o losach ucznia pochodzącego ze Lwowa, który uczęszczał do gimnazjum Sobieskiego. W rolach głównych zagrali m.in. Marek Kondrat, Sonia Bohosiewicz, Wojciech Pszoniak i Artur Żmijewski. Jego premiera miała miejsce 24 maja 2010 podczas 35. Festiwalu Polskich Filmów Fabularnych w Gdyni.
Firma „Krakowski Kredens” (część spółki Alma Market) wprowadziła do sprzedaży czekoladę o nazwie „Czekolada gorzka gimnazjalistów z Sobieskiego”.

## Liceum współcześnie

### Szkoła w rankingach szkół średnich
W rankingu polskiego komitetu UNESCO i MEN za rok 1997 szkoła znalazła się na 8. miejscu w Polsce. 
Ranking Edukacyjny Szkół Średnich miesięcznika Perspektywy i dziennika Rzeczpospolita:
| Rok  | w Krakowie | w Małopolsce | w Polsce |
| ---- | ---------- | ------------ | -------- |
| 2025 | 4          | 4            | 34       |
| 2024 | 3          | 3            | 48       |
| 2023 | 3          | 3            | 56       |
| 2022 | 3          | 3            | 34       |
| 2021 | 3          | 3            | 42       |
| 2020 | 5          | 6            | 78       |
| 2019 | 4          | 4            | 74       |
| 2018 | 4          | 5            | 67       |
| 2017 | 3          | 3            | 57       |
| 2016 | 4          | 4            | 51       |
| 2015 | 3          | 3            | 69       |
| 2014 | 3          | 3            | 66       |
| 2013 | 3          | 3            | 62       |
| 2012 | 3          | 3            | 43       |
| 2011 | 3          | 3            | 74       |
| 2010 | 3          | 3            | 50       |
| 2009 | 3          | 3            | 55       |
| 2008 | 3          | 3            | 44       |
| 2007 | 2          | 2            | 40       |
| 2006 | 4          | 7            | 88       |
| 2004 | 7          | 21           | 238      |

Ranking Małopolskich Liceów Gazety Wyborczej:
| Rok  | Miejsce | Średnia ocen | Olimpijczycy | Stypendyści | Punkty |
| ---- | ------- | ------------ | ------------ | ----------- | ------ |
| 2014 | 5       | 92,73        | 8            | 1           | 53,89  |
| 2013 | 7       | 90,26        | 10           | 1           | 62,92  |
| 2012 | 3       | 88,91        | 12           | 2           | 69,58  |
| 2011 | 4       |              |              |             |        |
| 2010 | 4       | 85,93        | 15           | 3           | 63,92  |
| 2009 | 5       | 85,57        | 13           | 1           | 59,60  |
| 2008 | 4       | 88,04        | 21           | 2           | 67,51  |
| 2007 | 2       | 85,10        | 16           | 2           | 66,92  |

### Profile klas
- Klasa A: M +, matematyczna z trzema uzupełnieniami: Elementy analizy matematycznej, Elementy algebry z teorią liczb oraz Metody dowodzenia twierdzeń
- Klasy B, G: Matematyczne
- Klasy C, F: Matematyczno-biologiczno-chemiczne
- Klasa D: Menedżersko-ekonomiczna
- Klasa E: Artystyczno-architektoniczna
- Klasa H: Prawnicza (dawniej: Humanistyczna)

### Biblioteka szkolna
W bibliotece znajduje się około 20 tys. książek, z czego 10% zbioru to woluminy archiwalne sprzed 1939. Trzon księgozbioru stanowią książki popularnonaukowe ze wszystkich dziedzin nauki. Można znaleźć pozycje w językach obcych: angielskim, niemieckim, francuskim, hiszpańskim i rosyjskim.

### Sport

#### Turniej Gwiazdkowy i Turniej Noworoczny
Wieloletnią tradycją jest rozgrywanie co roku zimą turnieju w dwóch konkurencjach: piłki siatkowej drużyn mieszanych, koszykówki chłopców oraz dziewcząt. Do roku 2011 rywalem II LO było V LO, zawody odbywały się w grudniu pod nazwą Turnieju Gwiazdkowego.
Od roku 2012 partnerem turniejowym jest I LO. Zmieniona została data rozgrywania turnieju (z grudnia na styczeń), a także jego nazwa: od stycznia 2013 turniej nosi nazwę Turnieju Noworocznego. Zawodnicy II LO występują w zielonych strojach. Nieformalnie rywalizacja dotyczy także dopingu na trybunach. Imprezę gości hala Wisły Kraków.
| Rok  | dyscyplina | zwycięzca | dyscyplina | zwycięzca |
| ---- | ---------- | --------- | ---------- | --------- |
| 2015 | siatkówka  | II LO     | koszykówka | II LO     |
| 2014 | siatkówka  | II LO     | koszykówka | II LO     |
| 2013 | siatkówka  | II LO     | koszykówka | II LO     |
| 2011 | siatkówka  | II LO     | koszykówka | II LO     |
| 2010 | siatkówka  | II LO     | koszykówka | II LO     |
| 2009 | siatkówka  | V LO      | koszykówka | II LO     |
| 2008 | siatkówka  | V LO      | koszykówka | II LO     |
| 2007 | siatkówka  | II LO     | koszykówka | II LO     |
| 2006 | siatkówka  | II LO     | koszykówka | II LO     |
| 2005 | siatkówka  | II LO     | koszykówka | V LO      |

#### „Święta wojna”
Od roku szkolnego 1995/96 pod koniec nauki w czerwcu odbywa się mecz piłki nożnej pomiędzy II LO i I LO nazywany „świętą wojną”. Początkowo mecze rozgrywane były na stadionie Cracovii przy ul. Kałuży, kolejne na stadionie Wawelu Kraków, wreszcie na boisku Klubu Sportowego „Nadwiślan” w pobliżu Mostu Grunwaldzkiego. Co roku też przygotowywana jest oprawa na trybunach, składająca się z kartonów, flag, balonów i pirotechniki. „Święta wojna” jest ostatnim akcentem w szkole przed zakończeniem roku.
Wyniki meczów
| Rok  | zwycięzca     | wynik         |
| ---- | ------------- | ------------- |
| 2025 | II LO         | 2:1           |
| 2024 | I LO          | 0:0 (k. 5:4)  |
| 2023 | II LO         | 2:1           |
| 2022 | II LO         | 6:0           |
| 2021 | brak danych   | brak danych   |
| 2020 | brak danych   | brak danych   |
| 2019 | brak danych   | brak danych   |
| 2018 | II LO         | 5:3           |
| 2017 | I LO          | 2:2 (k. 4:2)  |
| 2016 | II LO         | 4:0           |
| 2015 | II LO         | 5:1           |
| 2014 | II LO         | 3:2           |
| 2013 | mecz odwołano | mecz odwołano |
| 2012 | II LO         | 0:0 (k. 6:5)  |
| 2011 | II LO         | 1:1 (k. 3:1)  |
| 2010 | II LO         | 2:1           |
| 2009 | II LO         | 0:0 (k. 5:4)  |
| 2008 | II LO         | 2:1           |
| 2007 | I LO          | 1:0           |
| 2006 | II LO         | 1:1 (k. 4:3)  |
| 2005 | II LO         | 1:0           |
| 2004 | I LO          | 3:2           |